# Labette County
Labette County är ett administrativt område i delstaten Kansas, USA, med 21 607 invånare. Den administrativa huvudorten (County Seat) är Oswego.

## Geografi
Enligt United States Census Bureau har countyt en total area på 1 692 km². 1 680 km² av den arean är land och 12 km² är vatten.

### Angränsande countyn
- Neosho County - nord
- Crawford County - nordost
- Cherokee County - öst
- Craig County, Oklahoma - syd
- Nowata County, Oklahoma - sydväst
- Montgomery County - väst

### Orter
- Altamont
- Bartlett
- Chetopa
- Edna
- Labette
- Mound Valley
- Oswego
- Parsons